# Número primo de Wall-Sun-Sun
En teoría de números, un número primo de Wall-Sun-Sun o primo de Fibonacci-Wieferich es un tipo de número primo, del cual se conjetura que existe, pero a día de hoy, todavía no se conoce ninguno. Un primo p > 5 es definido como un número primo de Wall-Sun-Sun si p² divide al número de Fibonacci {\displaystyle F_{p-\left({\frac {p}{5}}\right)}}, donde el símbolo de Legendre {\displaystyle \left({\frac {p}{5}}\right)} es definido como
{\displaystyle \left({\frac {p}{5}}\right)={\begin{cases}1&{\textrm {si}}\;p\equiv \pm 1{\pmod {5}}\\-1&{\textrm {si}}\;p\equiv \pm 2{\pmod {5}}\end{cases}}}
Los primos de Wall-Sun-Sun son llamados así debido a D. D. Wall, Zhi Hong Sun y Zhi Wei Sun. Z. H. Sun y Z. W. Sun mostraron en 1992 que si el primer caso del último teorema de Fermat era falso para un determinado número primo p, entonces p tendría que ser necesariamente un primo de Wall-Sun-Sun. Como un resultado previo a la demostración de Andrew Wiles del último teorema de Fermat en 1995, la búsqueda de primos de Wall-Sun-Sun conduciría también a la búsqueda de posibles contraejemplos de la, por aquel entonces, centenaria conjetura.
No hay números primos de Wall-Sun-Sun conocidos hasta la fecha. En 2007, Richard J. McIntosh y Eric L. Roettger demostraron que si existían algunos, estos deberían ser > 2×1014. Se ha conjeturado que hay infinidad de primos de Wall-Sun-Sun.